# ムワンザ州
ムワンザ州（ムワンザしゅう、スワヒリ語: Mkoa wa Mwanza）はタンザニア北西部の州である。北部はヴィクトリア湖を臨む。この湖に浮かぶいくつかの島（ウケレウェ島、ウカラ島、ルボンド島など）もこの州の区域内である。ヴィクトリア湖最大の島であるウケレウェ島にはナンシオ（スワヒリ語: Nanshio）という町もある。また、ウケレウェ島の南東水域はスペケ湾となる。面積19,592 km2、人口2,942,148人（2002年）、州都はタボーラ（タボーラ州）から分かれたタンザニア中央鉄道のヴィクトリア湖への終点であるムワンザである。

## 隣接州
西部にカゲラ州、ゲイタ州、南部にシニャンガ州、北東部にマラ州と接している。

## 下位行政区画
- Ilemela District
- Kwimba District
- Magu District
- Misungwi District
- Nyamagana District
- Sengerema District
- Ukerewe District